# Епархия Кейп-Пальмаса
Епархия Кейп-Пальмаса (лат. Dioecesis Capitis Palmensis) — епархия Римско-Католической церкви c центром в городе Харпер, Либерия. Епархия Кейп-Пальмаса входит в митрополию Монровии. Кафедральным собором епархии Кейп-Пальмаса является церковь Святой Терезы Младенца Иисуса.

## История
2 февраля 1950 года Римский папа Пий XII издал буллу Ut fidei propagandae, которой учредил апостольскую префектуру Кейп-Пальмаса, выделив её из апостольского викариата Либерии (сегодня — Архиепархия Монровии).
7 мая 1962 года Римский папа Иоанн XXIII издал буллу Cum sit Ecclesia, которой возвёл апостольскую префектуру Кейп-Пальмаса в ранг апостольского викариата.
19 декабря 1981 года Римский папа Иоанн Павел II издал буллу Patet Ecclesiae, которой возвёл апостольский викариат Кейп-Пальмаса в ранг епархии.

## Ординарии епархии
- священник Francis Carroll S.M.A.[1] (27.10.1950 — 20.12.1960) — назначен апостольским викарием Монровии;
- епископ Nicholas Grimley S.M.A. (7.05.1962 — 30.07.1972);
- епископ Patrick Kla Juwle (30.07.1972 — 18.08.1973);
- епископ Boniface Nyema Dalieh (17.12.1973 — 15.10.2008);
- епископ Andrew Jagaye Karnley (5.01.2011 — по настоящее время).